# Phoberomys
A Phoberomys az emlősök (Mammalia) osztályának a rágcsálók (Rodentia) rendjébe, ezen belül a pakaránafélék (Dinomyidae) családjába tartozó kihalt nem.

## Rendszerezés
A nembe az alábbi 6 faj tartozott:
- Phoberomys bordasi Patterson, 1942
- Phoberomys pattersoni Mones, 1980[1]
- Phoberomys praecursor Kraglievich, 1932
- Phoberomys burmeisteri (Ameghino, 1886)
- Phoberomys lozanoi (Kraglievich, 1940)
- Phoberomys insolita (Kraglievich, 1926)

### Fordítás
Ez a szócikk részben vagy egészben  a   Phoberomys című katalán Wikipédia-szócikk fordításán alapul.  Az eredeti cikk szerkesztőit annak laptörténete sorolja fel. Ez a jelzés csupán a megfogalmazás eredetét és a szerzői jogokat jelzi, nem szolgál a cikkben szereplő információk forrásmegjelöléseként.